# Manjari Koppa, Shimoga
Manjari Koppa là một làng thuộc tehsil Shimoga, huyện Shimoga, bang Karnataka, Ấn Độ.